# Karl Koepping

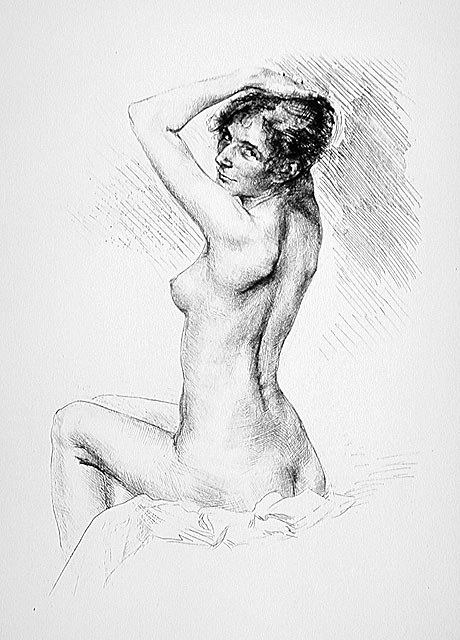
Akt siedzący 1898

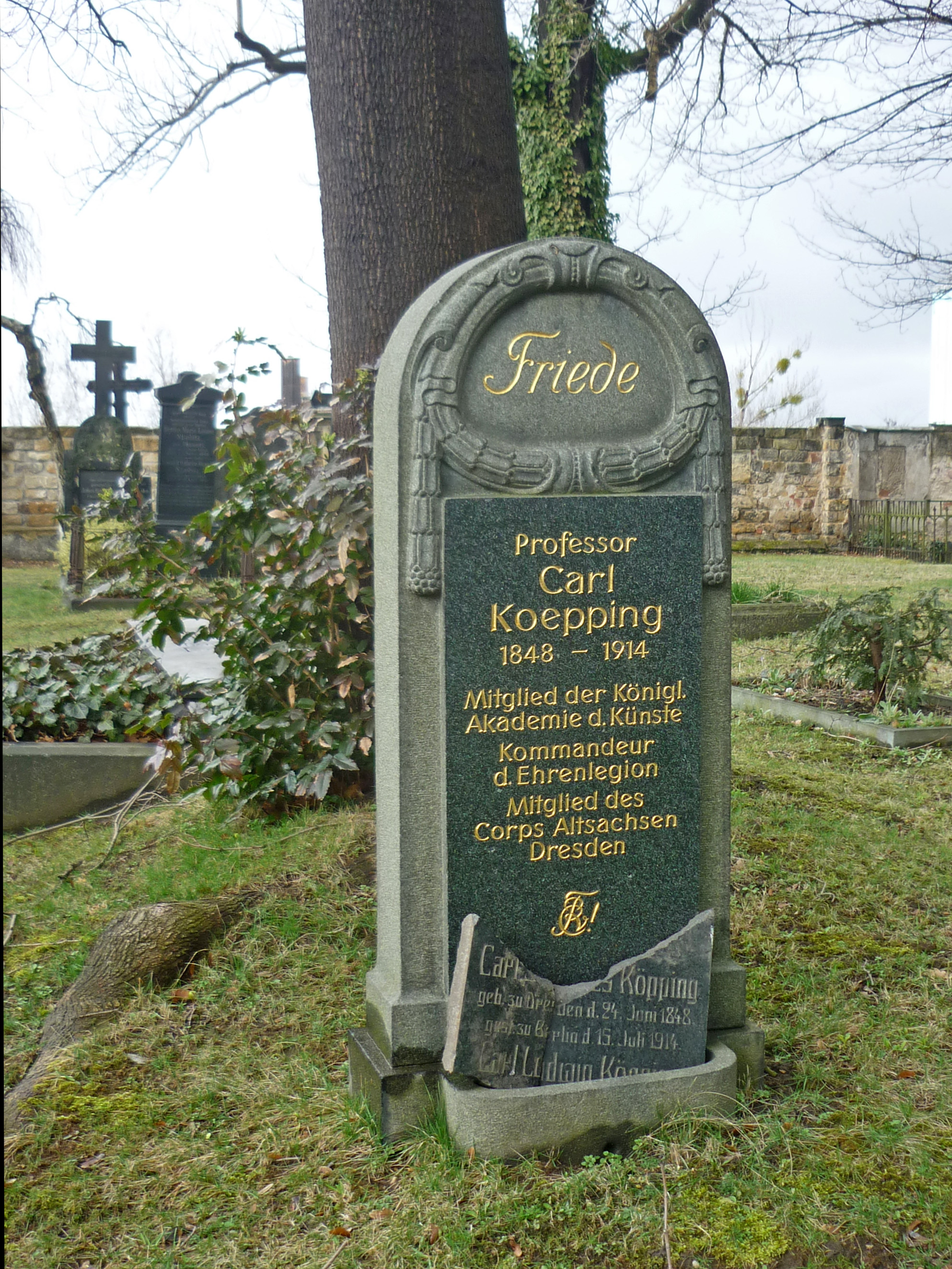
Grobowiec

Karl Koepping (ur. 24 czerwca 1848 w Dreźnie, zm. 15 lipca 1914 w Berlinie) – niemiecki malarz, tworzący w stylu secesji.
Studiował chemię na Politechnice Drezdeńskiej. W 1871 przeniósł się do Akademii Sztuk Pięknych w Monachium i studiował malarstwo. W 1876 kontynuował studia w Paryżu. Oprócz obrazów tworzył także grafiki oraz dzieła ze szkła. Odznaczony Krzyżem Kawalerskim Legii Honorowej i Grand Prix na Wystawie Światowej w Paryżu w 1889 roku.